# مذبحة لدلو (أغنية)
«مذبحة لدلو» أغنية لـوودي غوثري عن مذبحة لدلو، وهي نزاع عمالي في لدلو, كولورادو, في عام 1914.
كتب وودي غوثري:
لقد عملت مثلما عندما كنت هناك، في الصباح والليل حدث.
هذه أفضل طريقة لعمل أغنية كهذه.
عندما تقرأ حياة الأم الخاصة بإيلا ريفيز بلبور 'نحن كُثر' سترى هذه القصة عن مذبحة لدلو، ستكون هناك، ستعيشها.
كانت مذبحة لدلو واحدة من مئات المعارك التي خوضت لبناء النقابات العمالية.
أريد أن أغني أغنية لإظهار جنودنا أن مذابح لدلو لا يجب أن تعود إلينا لقتل 13 طفلاً وامرأة حامل، فقط لإرغامك على العمل مقابل أجور زهيدة الثمن.

## سجلت الإصدارات
- وودي غوثري تسجيلات هارد ترافلين' آش . المجلد. 3, النضال والأساليب الشعبية 1992
- رامبلين' جاك إليوت وودي غوثري بلوز 1955, والساحل الجنوبي 1995
- كريستي مور سجل نسخة من الأغنية في عام 1972

كما تم تسجيل الأغنية من قبل آرلو غوثري (مع الديلردس); باربرا دان; ديك غاون; جو جليزر; جون مكّاتتشين؛ بول سفينسون; رالف مك تيل؛ توم جورافيتش.

## وصلات خارجية
- كلمات مؤسسة وودي غوثري